# Plant City
Plant City és una població dels Estats Units a l'estat de Florida. Segons el cens del 2007 tenia 32.328 habitants.

## Demografia
Segons el cens del 2000, Plant City tenia 29.915 habitants, 10.849 habitatges, i 7.843 famílies. La densitat de població era de 510,4 habitants/km².
Dels 10.849 habitatges en un 36,9% hi vivien nens de menys de 18 anys, en un 52,7% hi vivien parelles casades, en un 14,8% dones solteres, i en un 27,7% no eren unitats familiars. En el 22,9% dels habitatges hi vivien persones soles el 9,3% de les quals corresponia a persones de 65 anys o més que vivien soles. El nombre mitjà de persones vivint en cada habitatge era de 2,73 i el nombre mitjà de persones que vivien en cada família era de 3,2.
Per edats la població es repartia de la següent manera: un 29,4% tenia menys de 18 anys, un 8,9% entre 18 i 24, un 29,1% entre 25 i 44, un 20,2% de 45 a 60 i un 12,3% 65 anys o més.
L'edat mediana era de 33 anys. Per cada 100 dones de 18 o més anys hi havia 89,3 homes.
La renda mediana per habitatge era de 37.584 $ i la renda mediana per família de 43.328 $. Els homes tenien una renda mediana de 33.417 $ mentre que les dones 23.585 $. La renda per capita de la població era de 18.815 $. Entorn de l'11,3% de les famílies i el 14,7% de la població estaven per davall del llindar de pobresa.

## Poblacions més properes
El següent diagrama mostra les poblacions més properes.